# Oxford (Geórgia)
Oxford é uma cidade localizada no estado americano de Geórgia, no Condado de Newton.

## Demografia
Segundo o censo americano de 2000, a sua população era de 1892 habitantes.
Em 2006, foi estimada uma população de 2398, um aumento de 506 (26.7%).

## Geografia
De acordo com o United States Census Bureau tem uma área de 6,6 km², dos quais 6,6 km² cobertos por terra e 0,0 km² cobertos por água.

## Localidades na vizinhança
O diagrama seguinte representa as localidades num raio de 16 km ao redor de Oxford.